# کید مک‌کوی
کید مک‌کوی (انگلیسی: Kid McCoy; ۱۳ اکتبر ۱۸۷۲ – ۱۸ آوریل ۱۹۴۰) بوکسور و بازیگر سینما اهل ایالات متحده آمریکا بود.
از فیلم‌ها یا برنامه‌های تلویزیونی که وی در آن نقش داشته‌است، می‌توان به شکوفه‌های پرپر و قهرمان جهان اشاره کرد.